# Langewahl
Langewahl er en by i landkreis Oder-Spree i den tyske delstat Brandenburg.